# Сичоланте да Сермонета, Джироламо
Джироламо Сичоланте да Сермонета (итал. Girolamo Siciolante da Sermoneta; 1521, Сермонета — 1575, Рим) — итальянский живописец, контрманьерист.

## Биография
Сермонета — маленький городок в регионе Лацио, Центральная Италия. Франческо Кристалли, отец Джироламо, вероятно, изменил свою фамилию на Чичолант или Сичолант, форма, которая появляется в первых документах о художнике; имя матери неизвестно.
Обучение Сичоланте проходило в Риме, сначала у Леонардо да Пистойя (Леонардо Грация), ученика Джован Франческо Пенни, а затем у Перино дель Вага. Однако его первая известная работа связана с родным городом в рамках проектов, продвигаемых Камилло Каэтани, двоюродным братом папы Павла III Фарнезе. Это запрестольный образ «Мадонна с Младенцем со святыми Джованнино, Пьетро и Стефано» (1541) для аббатства Святых Пьетро и Стефано в аббатстве Вальвишиоло (ныне в Палаццо Каэтани в Риме).
В Пьяченце художник написал «Святое семейство со святым Михаилом» (1545—1546). В 1548 году — «Мадонну с шестью святыми» для Сан-Мартино-Маджоре в Болонье. В 1548—1549 годах в сотрудничестве с Якопино дель Конте Сичоланте завершил фрески в стиле «рафаэлесков», изображающие Крещение Хлодвига в капелле Ремигия церкви Сан-Луиджи-дей-Франчези, которые Перино дель Вага оставил незавершёнными.
В 1550-х годах Джироламо Сичоланте написал алтарный образ «Распятия» для испанской национальной церкви в Риме Сан-Джакомо-дельи-Спаньоли, на пожертвование принца Испании Филиппа. Обрамлённый мрамором, алтарь был окружен двумя боковыми панелями с изображением святых Ильдефонса и Иакова. Позже Распятие было перенесено в римскую церковь Санта-Мария-ин-Монсеррато-дельи-Спаньоли.
Джироламо Сичоланте да Сермонета был одним из многих живописцев, работавших в Царском зале Квиринальского дворца. Также в Риме он написал «Преображение» для церкви Санта-Мария-ин-Арачели, «Рождество» для церкви Санта-Мария-делла-Паче и «Мученичество Святой Екатерины» для базилики Санта-Мария-Маджоре в 1568 году. Он создал алтарный образ Мадонны на троне со святыми для церкви Сан-Бартоломео в Анконе и многие другие алтарные картины и фрески.
В 1543 году Сичоланте поступил в Объединение художников (с 1577 года — Академия Святого Луки). В следующем году он оказался среди первых членов Папской академии изящных искусств и словесности виртуозов при Пантеоне, регулярно участвуя в собраниях художников.
С именем мастера связано оформление резиденции Фарнезе в Замке Сант-Анджело («фрески, лепнина и гротески для папы Павла III»). К этому же периоду относятся выполненные им фрески Кази́но Ольджати в Порта-Пинчиана с изображениями мифологических сцен и гротесков. Они получили широкую известность благодаря гравюрам Джованни Вольпато. Казино было приобретено в 1831 году Камилло Боргезе, три фрески были отделены от стен и помещены в Галерее Боргезе, где они находятся до настоящего времени.
В 1545 году Сичоланте отправился в Пьяченцу вместе с Пьером Луиджи Фарнезе, сыном Павла III и герцогом Пармы и Пьяченцы, но в письме от 3 ноября, адресованном Бонифачо Каэтани, он писал, что сожалеет об отъезде. Художник всегда стремился жить и работать в Риме. В своих произведениях он сохранял «объемную чёткость фигур и выверенную конструкцию пространства на перекрёстке между контрастными достижениями Рафаэля и Микеланджело».

## Галерея

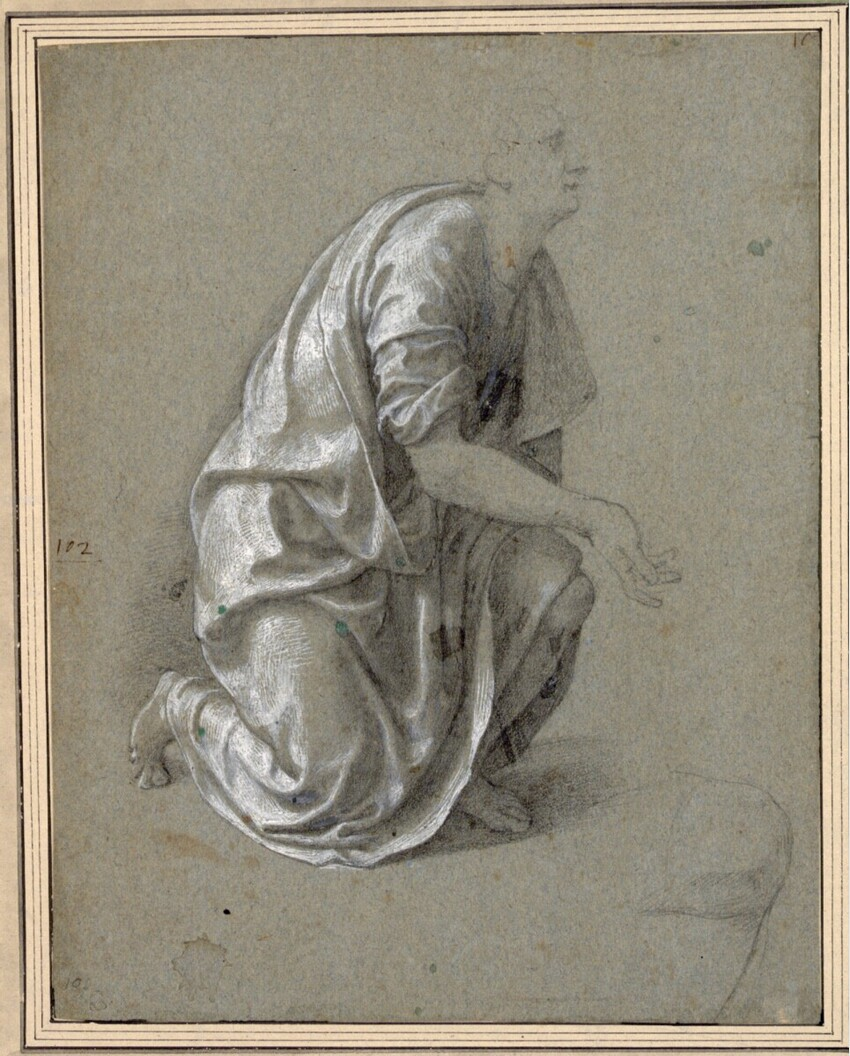
Этюд коленопреклонённой фигуры. Серая бумага, итальянский карандаш, белила. Галерея Альбертина, Вена
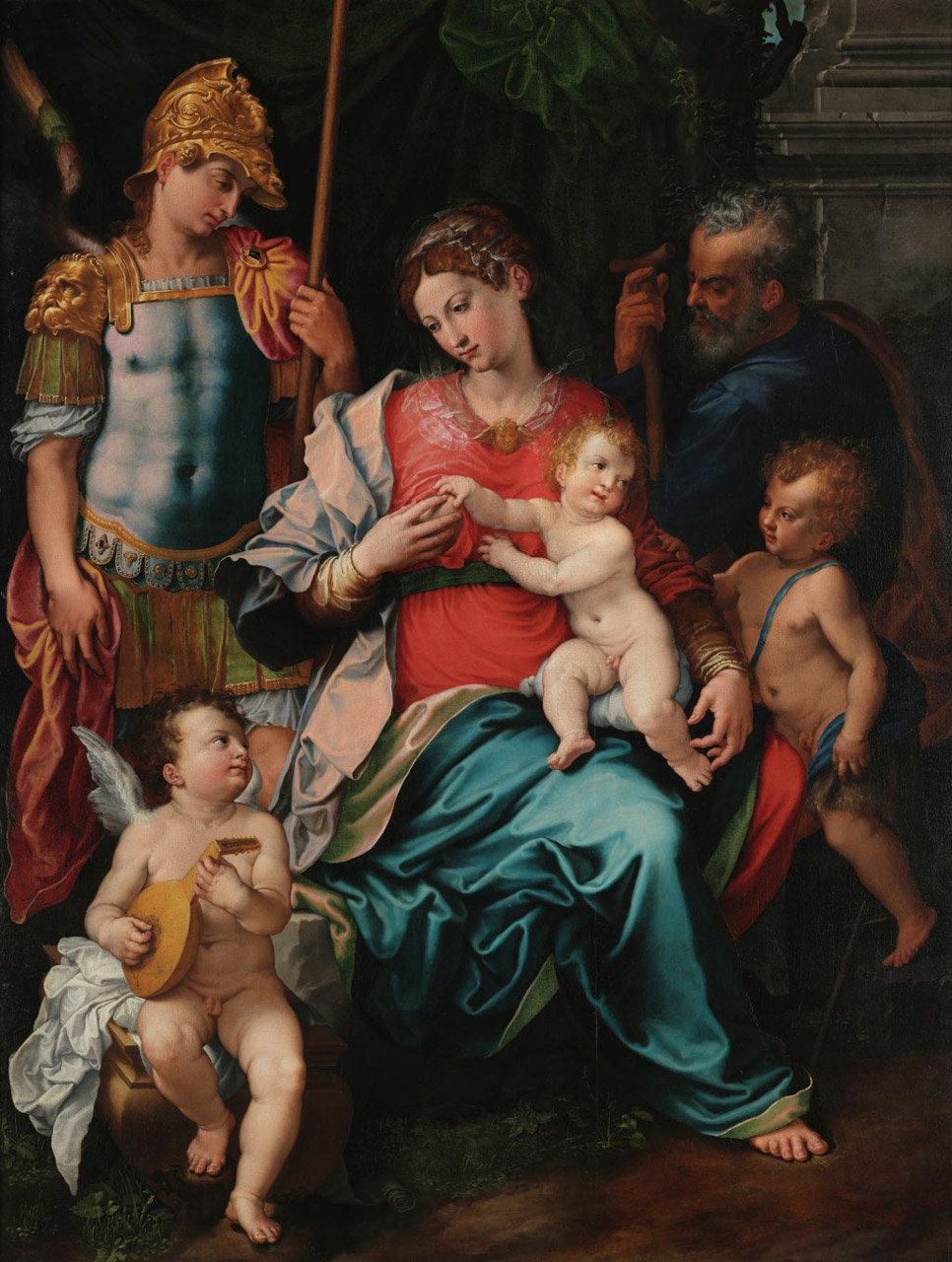
Мадонна с Младенцем и святыми Архангелом Михаилом, Иосифом и младенцем Иоанном Крестителем. 1545
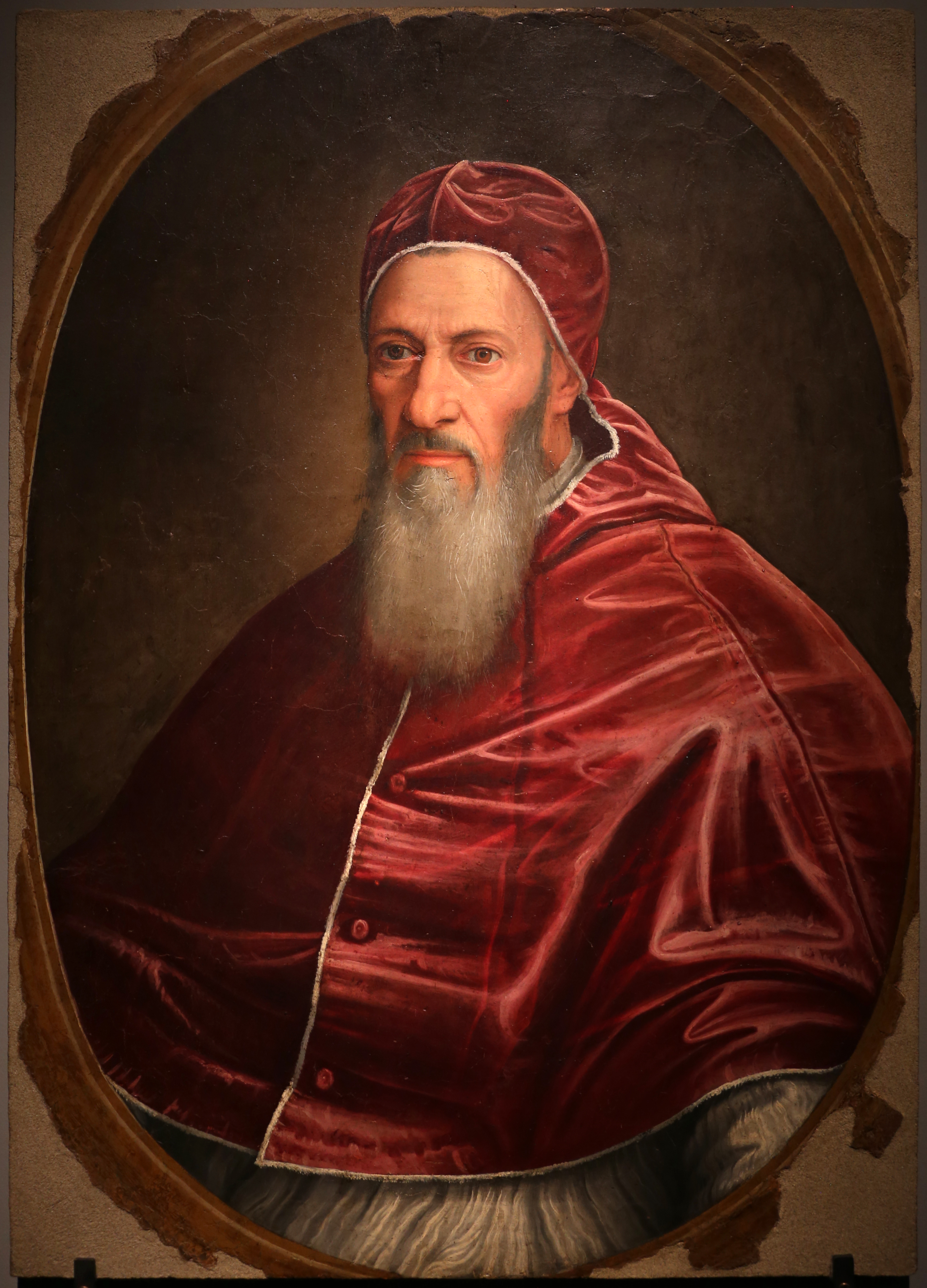
Портрет папы Юлия III. Ок. 1550. Картон, масло. Галерея Спада, Рим
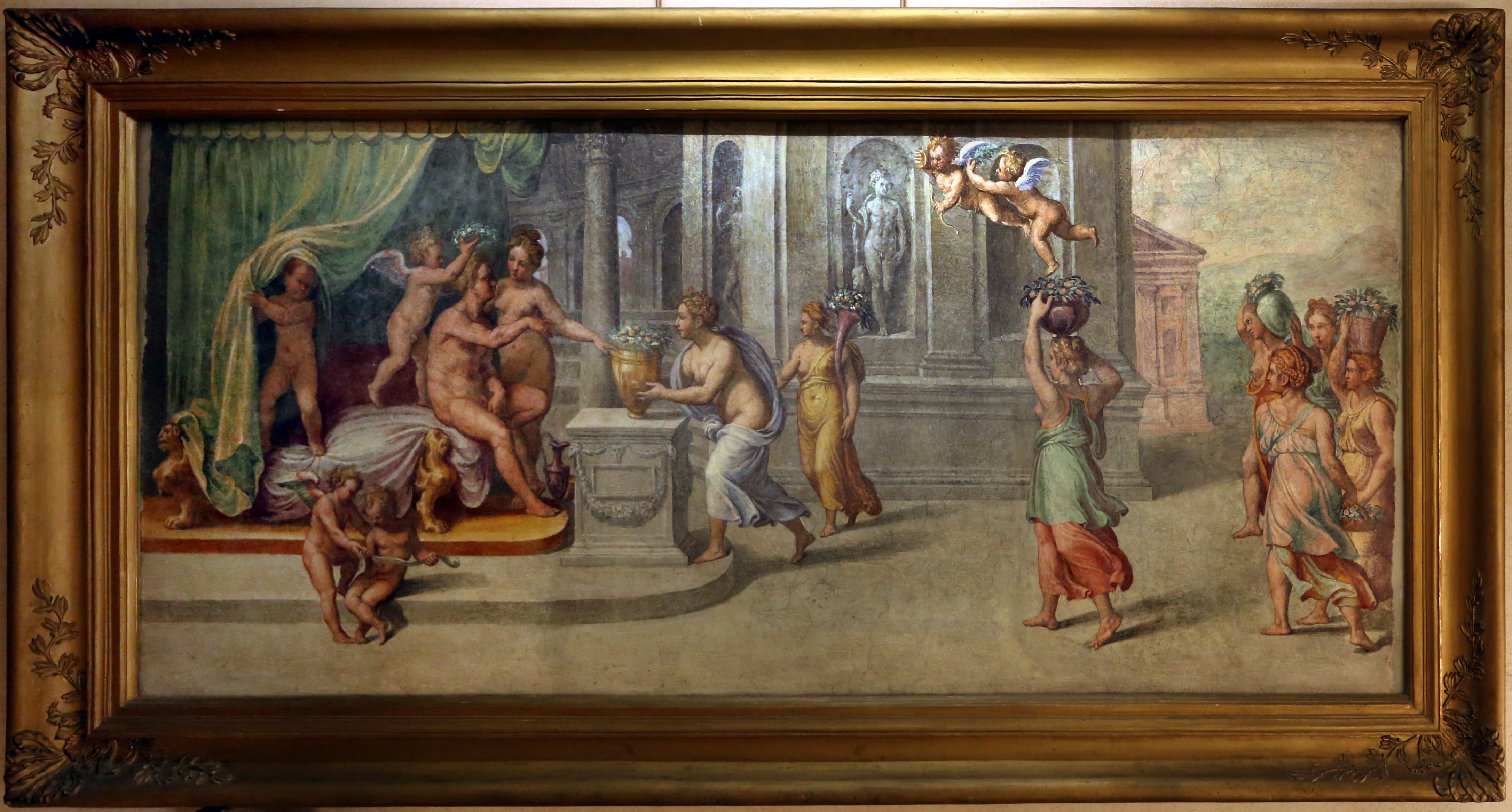
Подношение Вертумну и Помоне. 1540-1545. Фреска. Галерея Боргезе, Рим
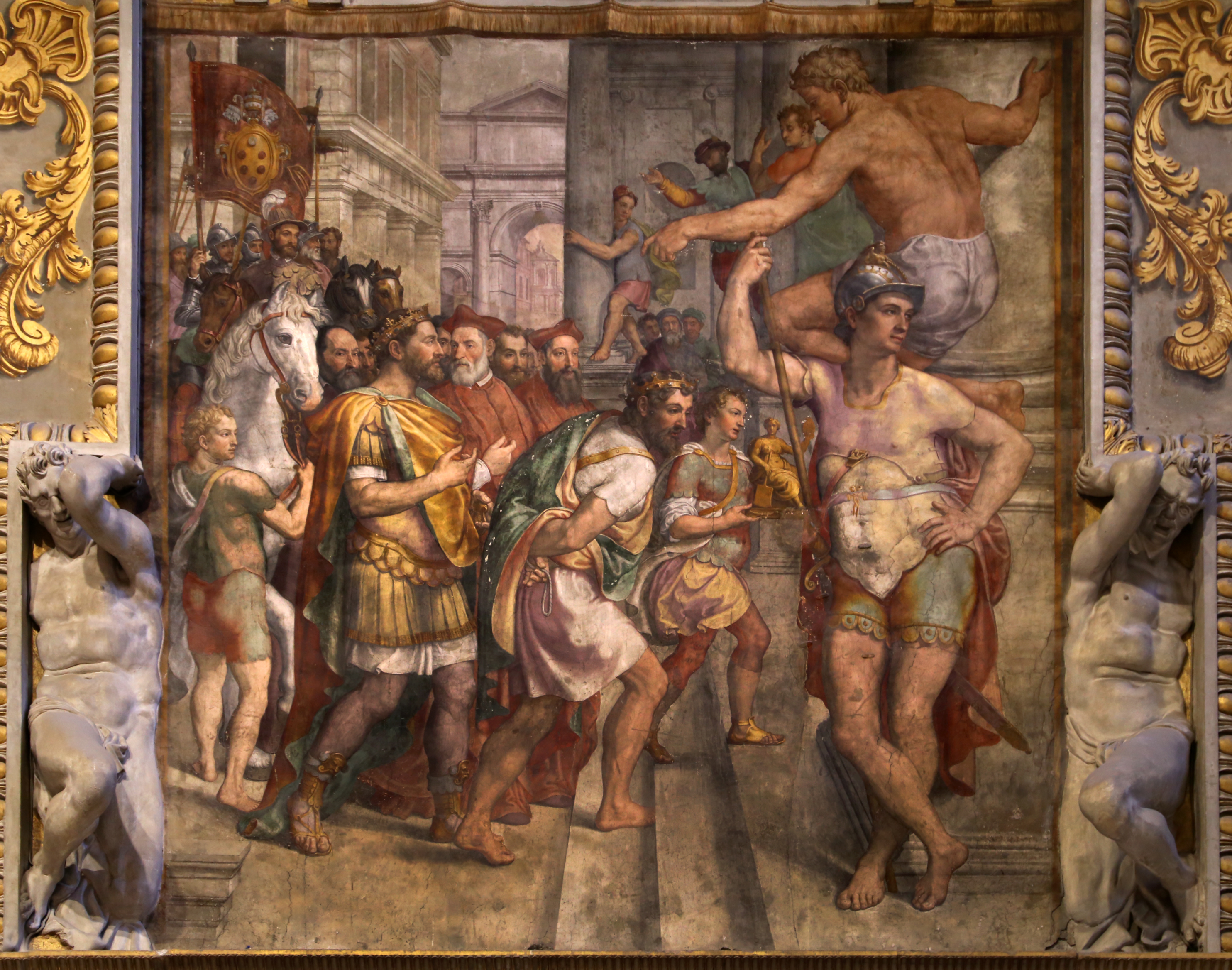
Король франков Пипин III, победитель короля Астольфо, дарит Равенну и Пентаполис папе Стефану II. 1565-1568. Фреска Царского зала (Sala Regia), Ватикан
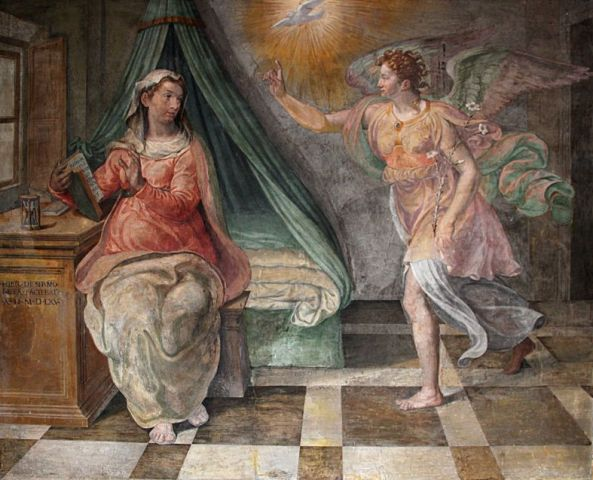
Благовещение. 1565. Фреска. Церковь Сан-Томмазо-ай-Ченчи, Рим
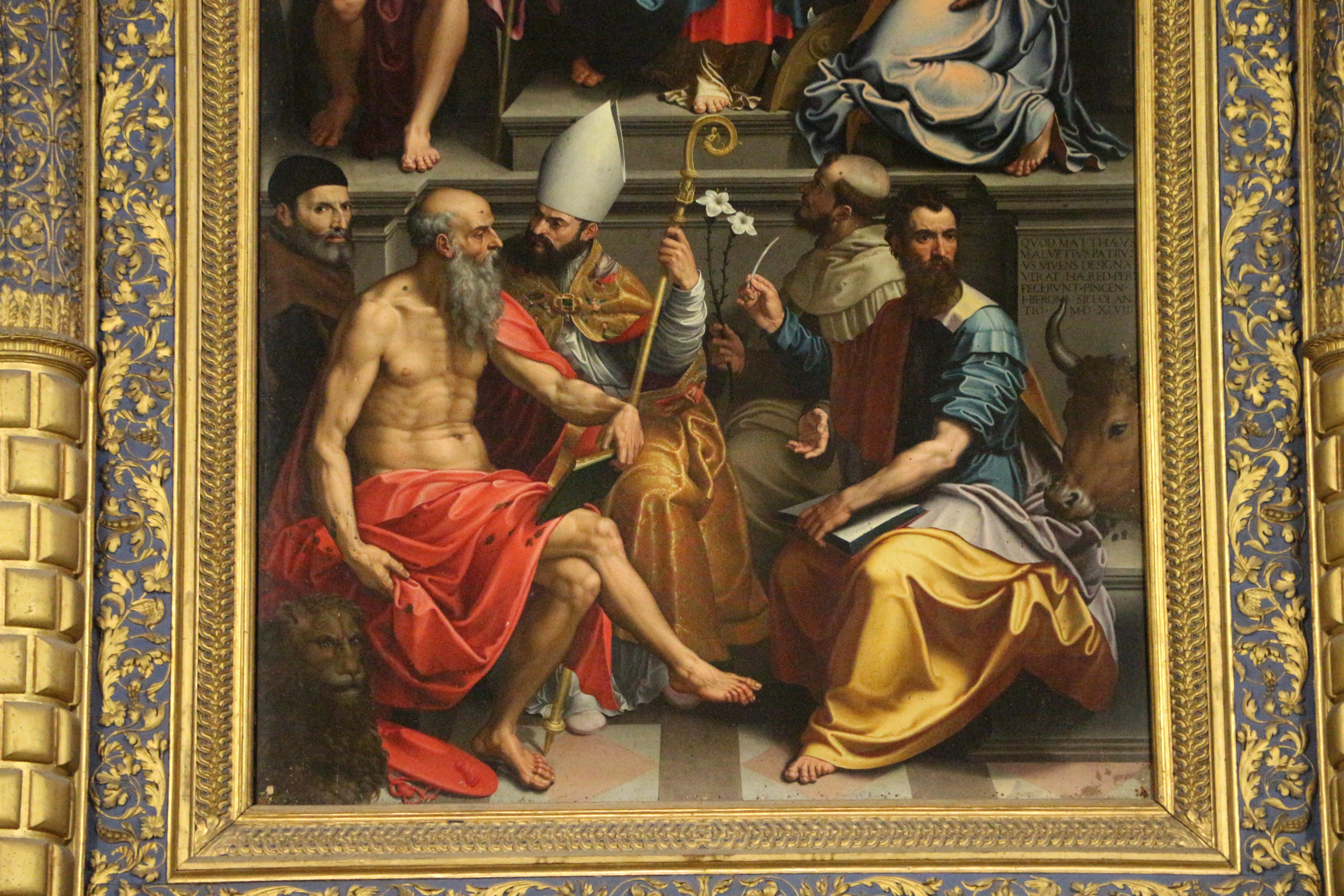
Мадонна с Младенцем, святыми и донатором Маттео Мальвецци. Деталь. 1548. Церковь Сан-Мартино, Болонья
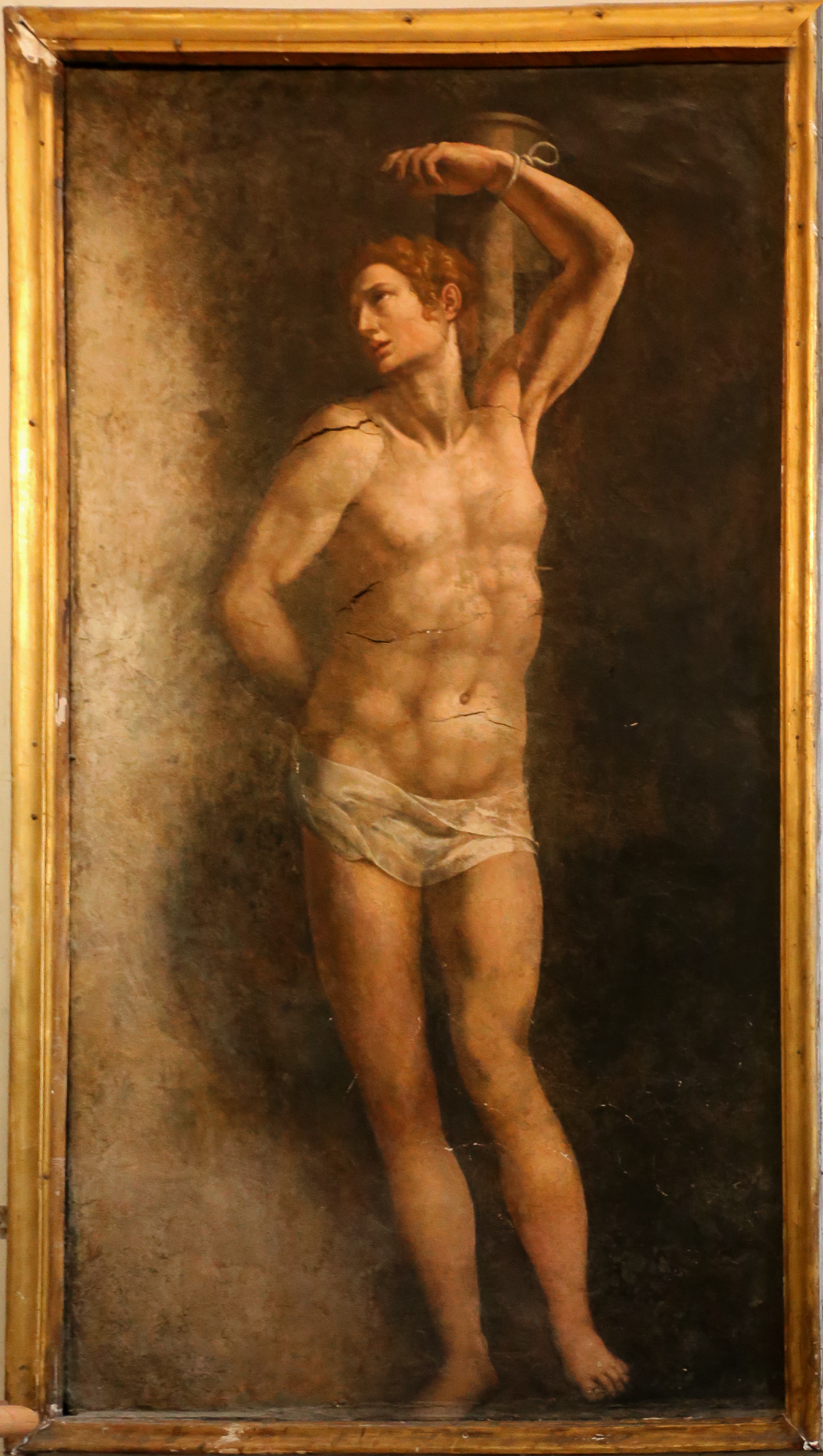
Святой Себастьян. Ок. 1565. Фреска. Церковь Санта-Мария-делла-Паче, Рим
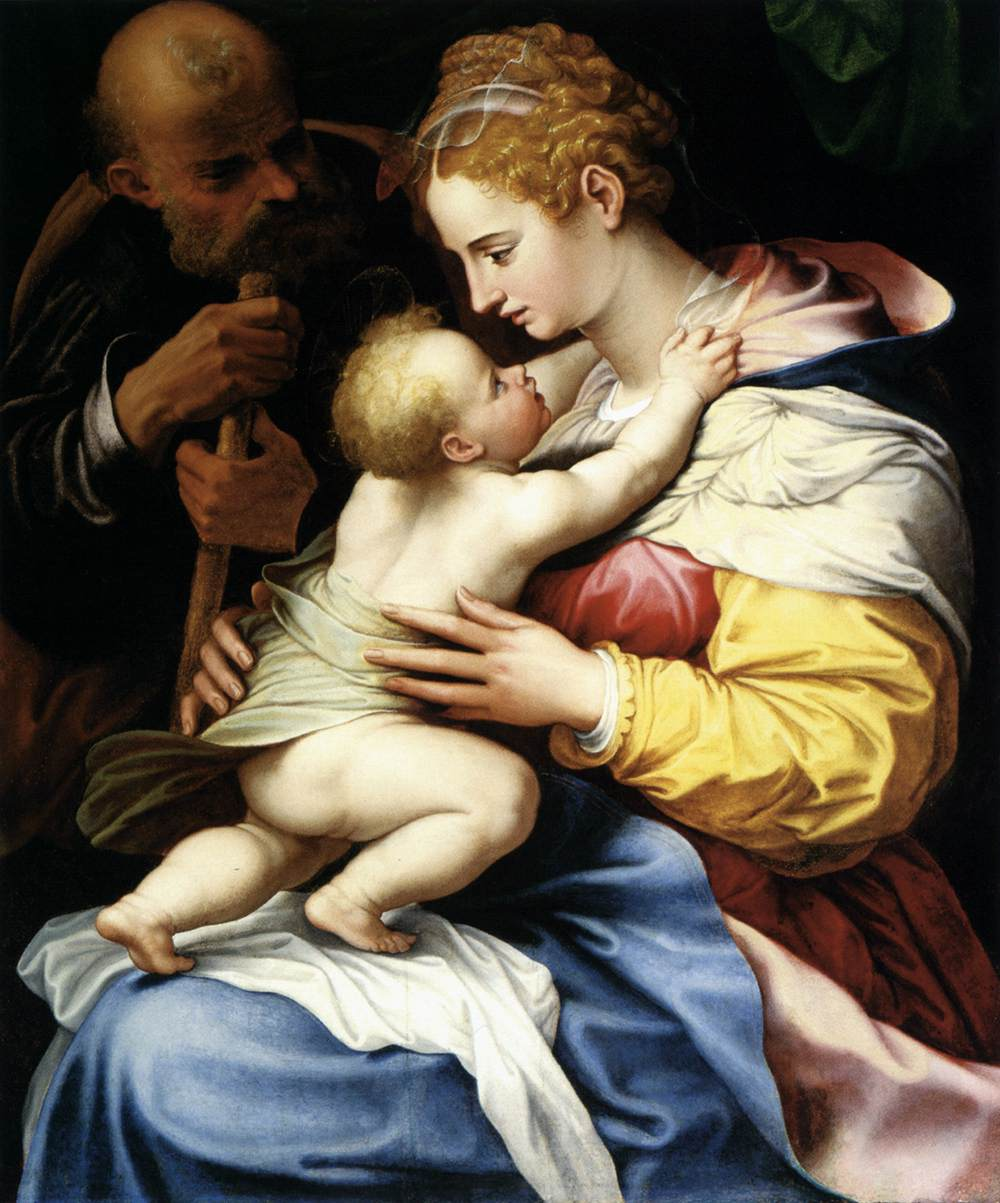
Святое семейство. Ок. 1544. Дерево, масло. Музей изобразительных искусств, Будапешт